# Louise Rose Babaud de La Chaussade
Pour les articles homonymes, voir Babaud et Chaussade.
Louise Rose Babaud de La Chaussade, comtesse de Bizy, né le 31 mars 1747 et morte le 4 juillet 1817, est une femme de lettres et d'affaires française.

## Biographie
Née le 31 mars 1747 de Pierre Babaud de La Chaussade, maître de forges, et de sa seconde épouse Anne Rose Le Conte de Nonant de Pierrecourt, elle aura un frère le 21 décembre 1751 Pierre-Marie Pompone de La Chaussade.
Elle épouse le 25 novembre 1765, le comte Étienne François de Berthier de Bizy, mousquetaire, seigneur de Fougis, (1749-…). De leur union naîtront deux fils :
- Louis Étienne Pierre de Berthier de Bizy, le 24 mars 1770, décédé en 1833 ;
- Jean Pompone Alexis de Berthier de Bizy, né en 1777 et décédé en 1831.

Elle entretient une très riche correspondance avec celui qu'elle nomme son « second père », Jean-Jacques Rousseau. Certaines de ses lettres furent publiées dans La Correspondance générale de Jean-Jacques Rousseau
Le 29 ventôse de l'an II, (18 mars 1794) son mari et son fils sont emprisonnés et conduits à Paris. Elle prend alors la direction des forges.
Elle se démène pour les faire sortir de leur geôle de Saint-Lazare et adresse une pétition au Comité de salut public en messidor an II insistant sur sa qualité de fille du fondateur des forges de la Chaussade, élève et amie de Jean-Jacques Rousseau qu'ils ont invité chez eux lorsque celui-ci était en convalescence près de Pougues-les-Eaux, et arguant qu'elle n'est pas vraiment noble puisque c'est son père qui fut anobli et qu'ils travaillent dans les fonderies, pour la Nation. Elle y joint une pétition qu'elle a obtenue des ouvriers des forges de Bizy et de Belouze, témoignant de la conduite républicaine du comte et de son fils. Ceux-ci sont libérés le 20 thermidor, (7 août 1794)
C'est alors qu'elle rédige l'histoire de sa vie pendant cette période, décrivant les épreuves endurées pendant l'incarcération de son mari et de son fils.
Elle meurt en 1817, âgée de 70 ans.

## Œuvres
- Ma vie depuis le 29 Ventôse de l'année 1794 jusqu'au 20 Thermidor de la même année, 19 feuillets, archives du Château de Bizy (Nièvre).